# Келтерн (Баден)
Келтерн (њем. Keltern) општина је у њемачкој савезној држави Баден-Виртемберг. Једно је од 28 општинских средишта округа Енцкрајс. Према процјени из 2010. у општини је живјело 8.991 становника. Посједује регионалну шифру (AGS) 8236070.

## Географски и демографски подаци
Келтерн се налази у савезној држави Баден-Виртемберг у округу Енцкрајс. Општина се налази на надморској висини од 195 метара. Површина општине износи 29,8 km². У самом мјесту је, према процјени из 2010. године, живјело 8.991 становника. Просјечна густина становништва износи 301 становника/km².